# Handlarze
The Hucksters – amerykański komediodramat z 1947 roku w reżyserii Jacka Conwaya.

## Treść
Weteran II wojny światowej chce wrócić do biznesu reklamowego na własnych warunkach, ale uświadamia sobie, że będzie to sporo trudniejsze niż wcześniej.

## Obsada
- Clark Gable - Victor Albee Norman
- Deborah Kerr - Kay Dorrance
- Sydney Greenstreet - Evan Llewellyn Evans
- Adolphe Menjou - pan Kimberly
- Ava Gardner - Jean Ogilvie
- Keenan Wynn - Buddy Hare
- Edward Arnold - David Lash
- Aubrey Mather - pan Glass
- Richard Gaines - Cooke
- Frank Albertson - Max Herman
- Douglas Fowley - Georgie Gaver
- Clinton Sundberg - Michael Michaelson
- Gloria Holden - pani Kimberly
- Connie Gilchrist - Betty
- Kathryn Card - Regina Kennedy
- Lillian Bronson - panna Hammer
- Vera Marshe - Gloria
- Ralph Bunker - Allison
- Virginia Dale - recepcjonistka
- Jimmy Conlin - Blake
- Gordon Richards - Conrad